# Kupellation
Die Kupellation ist ein Verfahren zur Abtrennung von Edelmetallen, zum Beispiel Gold oder Silber, aus Legierungen mit unedleren Metallen. Das Kupellationsverfahren ist auch als Abtreiben oder Treibarbeit bekannt, historisch auch als Läuterung. Das verunreinigte Metall wird dazu mit Blei legiert, welches sich an die Verunreinigungen bindet. Das entstehende Bleioxid wird mitsamt den unedleren Metalloxiden von einem porösen Tiegelchen, der Kupelle oder Kapelle, aufgesogen. Es ist ein entscheidender Verfahrensschritt bei der Silberverhüttung. Gold und Silber lassen sich auf diese Weise jedoch nicht voneinander scheiden.

## Einsatzgebiete
- Probierwesen, zur Bestimmung des Silbergehalts in Bleierzen
- Analyse des Edelmetallgehalts (Feuerprobe) von Metalllegierungen
- Recycling von edlen Metallen
- Silberverhüttung

## Verfahren
Die Kupellation nutzt den Umstand der unterschiedlichen Sauerstoffaffinität der beteiligten Metalle aus. Edle Metalle wie Silber und Gold lassen sich nur sehr schwer oxidieren. Unedle Metalle hingegen können im flüssigen Zustand sehr leicht oxidiert werden. Edelmetalle lassen sich so bis 99,99 % reinigen.
Zur Durchführung der Kupellation wird das zu prüfende Metall mit etwa der doppelten Masse an Blei in einer Kupelle im sogenannten Probierofen in oxidierender Atmosphäre geschmolzen. Folgende chemische Reaktion läuft dabei ab:
{\displaystyle \mathrm {2Pb+Metalllegierung+O_{2}\rightarrow PbO+unedle\ Metalloxide+Pb+edleMetalle} }
Auf diese Weise wird die Konzentration des edlen Metalles während der Oxidation stetig größer, bis das gesamte Blei in Blei(II)-oxid (Bleiglätte) umgewandelt und auch die begleitenden Metalle oxidiert sind. Aufgrund der geringeren Oberflächenspannung der Oxidschmelze wird diese von der Kupelle aufgesaugt, während das Edelmetall als kleine Perle, das Güldischsilber, zurückbleibt. Aus Bleiglätte lässt sich durch Schmelzen in reduzierender Atmosphäre wieder Blei darstellen. Der Teil des Bleis, der als gasförmiges Bleioxid oder Bleidampf entweicht, geht allerdings verloren.
Die Kupelle ist ein tiegelartiges Gefäß, jedoch aus porösem Material. Durch die im Unterschied zum gewöhnlichen Tiegel sehr viel größere Oberfläche der Schmelze werden die Oxidationsprozesse beschleunigt. Hergestellt werden Kupelle aus Pflanzenasche, Knochenasche und Magnesia, um eine chemische Reaktion mit dem Bleioxid zu verhindern. Georgius Agricola berichtet auch von der Notwendigkeit, die Kupelle vor dem Gebrauch auszuglühen, um ein Herausspritzen des Bleis beim Schmelzen zu verhindern. Dies wurde als Abätmen bezeichnet.

## Berechnung des Feingehalts
Das zu prüfende Metall wird vor und nach der Kupellation gewogen. Anhand des Unterschieds lässt sich sein Feingehalt berechnen:
{\displaystyle F=1000\cdot {\frac {m_{2}}{m_{1}}}}
Dabei ist m1 die ursprüngliche Legierungsmasse und m2 die Masse des Regulus.

## Geschichte
Edelmetall- und Bleifunde in Anatolien des dritten vorchristlichen Jahrtausends, mindestens aber 2500 v. Chr., lassen die Verwendung der Kupellation für deren Gewinnung glaubhaft erscheinen.
In der Bibel wird geläutertes Silber in Psalm 12,7 erwähnt: „Silber, geschmolzen im Ofen, von Schlacken geschieden, geläutert siebenfach“.
Im römischen Kulturgebiet wurden Kupellen gefunden, die in das erste vorchristliche Jahrhundert datiert wurden. Da die Tiegelchen mit Bleioxid vollgesogen sind, erhielten sie sich im Boden sehr gut. Plinius der Ältere berichtet in seiner Naturkunde von der Anwendung der Kupellation zur Silberverhüttung.